# Archidiecezja Samoa-Apia
Archidiecezja Samoa-Apia (łac. Archidioecesis Samoa-Apianus, ang. Archdiocese of Samoa-Apia) – rzymskokatolicka archidiecezja ze stolicą w Apii w Samoa. Obejmuje całość terytorium państwa Samoa.

## Historia
20 sierpnia 1850 erygowano Wikariat Apostolski Archipelagu Nawigatorów.
4 stycznia 1957 zmieniono nazwę na Wikariat Apostolski Wysp Samoa i Tokelau.
21 czerwca 1966 wikariat apostolski podniesiono do godności diecezji, którą nazwano Diecezja Apia. Nowe biskupstwo przyporządkowano do powstałej tego samego dnia Metropolii Suva.
10 sierpnia 1974 zmieniono nazwę na Diecezja Apia, Samoa i Tokelau. Po raz kolejny zmieniono ją 3 grudnia 1975 na Diecezja Samoa i Tokelau.
Dnia 10 września 1982 powstała diecezja Samoa-Pago Pago, która objęła Samoa Amerykańskie. W tym samym dniu diecezja Samoa i Tokelau została podniesiona do godności archidiecezji oraz przyjęła nazwę Archidiecezja Samoa-Apia i Tokelau.
26 czerwca 1992 powstała misja "sui iuris" Tokelau co spowodowało wyłączenie tego terytorium zależnego spod jurysdykcji arcybiskupów z Apii. Archidiecezja przyjęła wtedy nazwę Archidiecezja Samoa-Apia.

## Sufraganie
- diecezja Samoa-Pago Pago (Samoa Amerykańskie)
- Misja "sui iuris" w Funafuti (Tuvalu)
- Misja "sui iuris" w Tokelau (Tokelau).

## Ordynariusze

### Wikariusze apostolscy

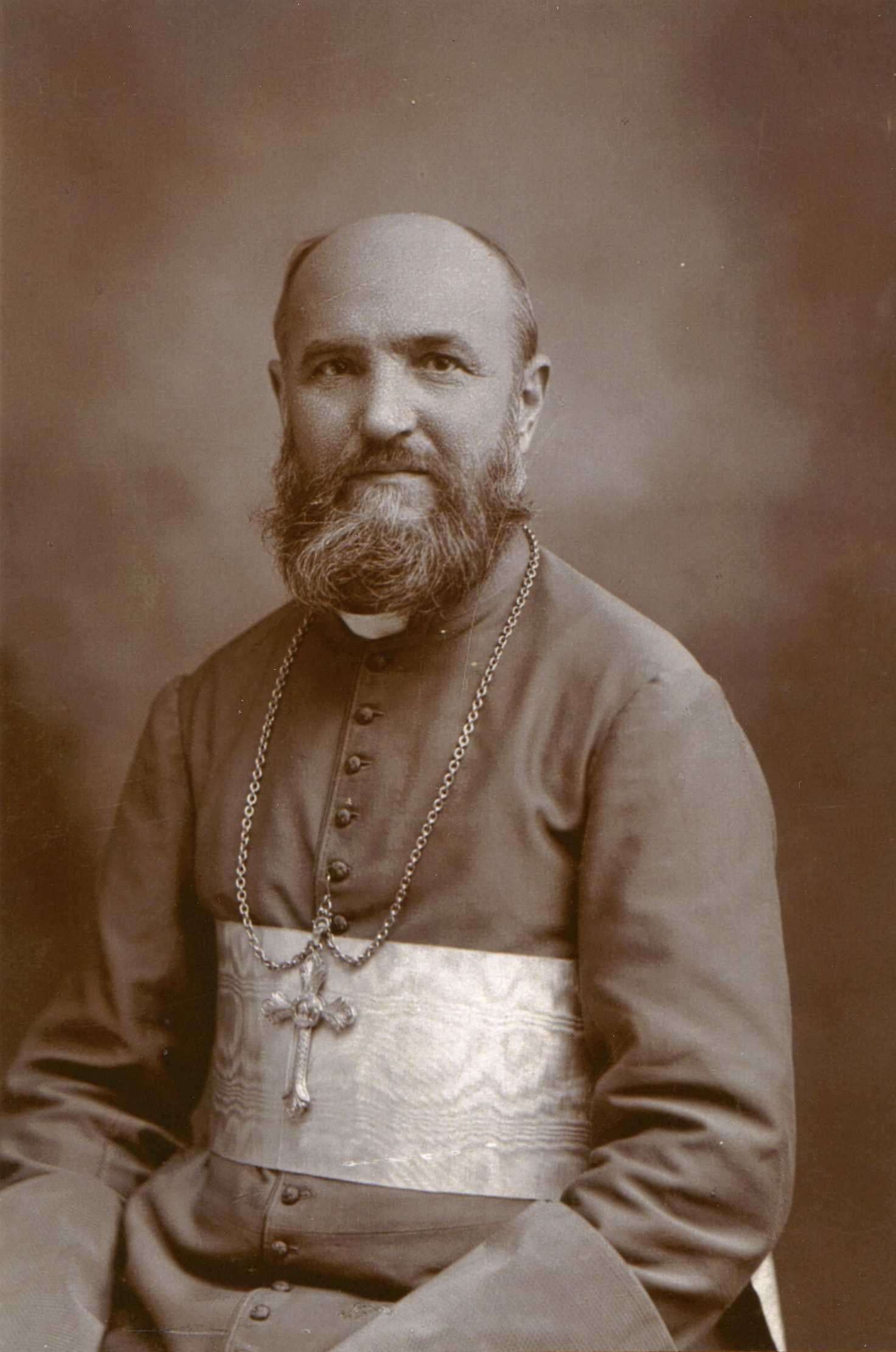
Pierre-Jean Broyer

- Guillaume Marie Douarre SM (1850 - 1853)
- Aloys Elloy SM (1870 - 1878) administrator apostolski, wikariusz apostolski Środkowej Oceanii
- Jean-Armand Lamaze SM (1879 - 1896) administrator apostolski, wikariusz apostolski Środkowej Oceanii
- Pierre-Jean Broyer SM (30 marca 1896 - 9 października 1918 zmarł)
- Joseph Darnand SM (4 sierpnia 1919 - 23 listopada 1953)
- Jean Baptiste Dieter SM (16 listopada 1953 - 28 czerwca 1955 zmarł)

### Biskupi i arcybiskupi
- George Hamilton Pearce SM (29 lutego 1956 - 22 czerwca 1967) następnie mianowany arcybiskupem Suva (Fidżi)
- kard. Pio Taofinuʻu SM (11 stycznia 1968 - 16 listopada 2002)
- Alapati Lui Mataeliga (16 listopada 2002 - 25 kwietnia 2023)
- Mosese Vitolio Tui SDB (22 sierpnia 2024 - nadal)